# 空気 (曲)
「空気」（くうき）は、日本の歌手・愛内里菜の15作目のシングル。

## 概要
- 3枚目のアルバム『A.I.R』、書籍『made in RINA 2003』と同時発売されたシングル。ちなみに『A.I.R』に収録されているのはバージョン違いである。
- フュージョングループDIMENSIONの増崎孝司がギターで、小野塚晃がキーボードで参加している。
- デイリーチャートでは1位を獲得。
- 初回盤はデジパック仕様で、CD EXTRAとして「空気」のビデオクリップ（MPEG形式）とコメントが収録されている

## 収録曲
1. 空気
  - 作詞：愛内里菜 / 作曲：輝門 / 編曲：DJ ME-YA
2. Silver hide and seek
  - 作詞：愛内里菜 / 作曲：K's letters / 編曲：大賀好修
3. ∞ INFINITY -night clubbers mix-
  - リミックス：night clubbers

3rdアルバム『A.I.R』収録曲｢∞ INFINITY｣のリミックスバージョン
4. 空気 -instrumental-

## タイアップ
- 日本テレビ系『あんグラ☆NOW』エンディングテーマ（#1）
- 日本テレビ系『√f』エンディングテーマ（#1）
- 日本テレビ系『旅ダチ!』エンディングテーマ（#1）

## 収録アルバム
- A.I.R（#1、アルバムバージョン）
- Single Collection（#1）
- ALL SINGLES BEST 〜THANX 10th ANNIVERSARY〜（#1）
- COLORS（#2）